# والتر بولر
السير والتر لوري بولر (9 أكتوبر 1838 - 19 يوليو 1906) (بالإنجليزية: Sir Walter Lawry Buller)‏ محامي وعالم في مجال علم الطيور في نيوزيلندا. نشر كتابه «تاريخ الطيور في نيوزيلندا» سنة 1873 ، وفي نسخة موسعة سنة 1888.

## معرض صور

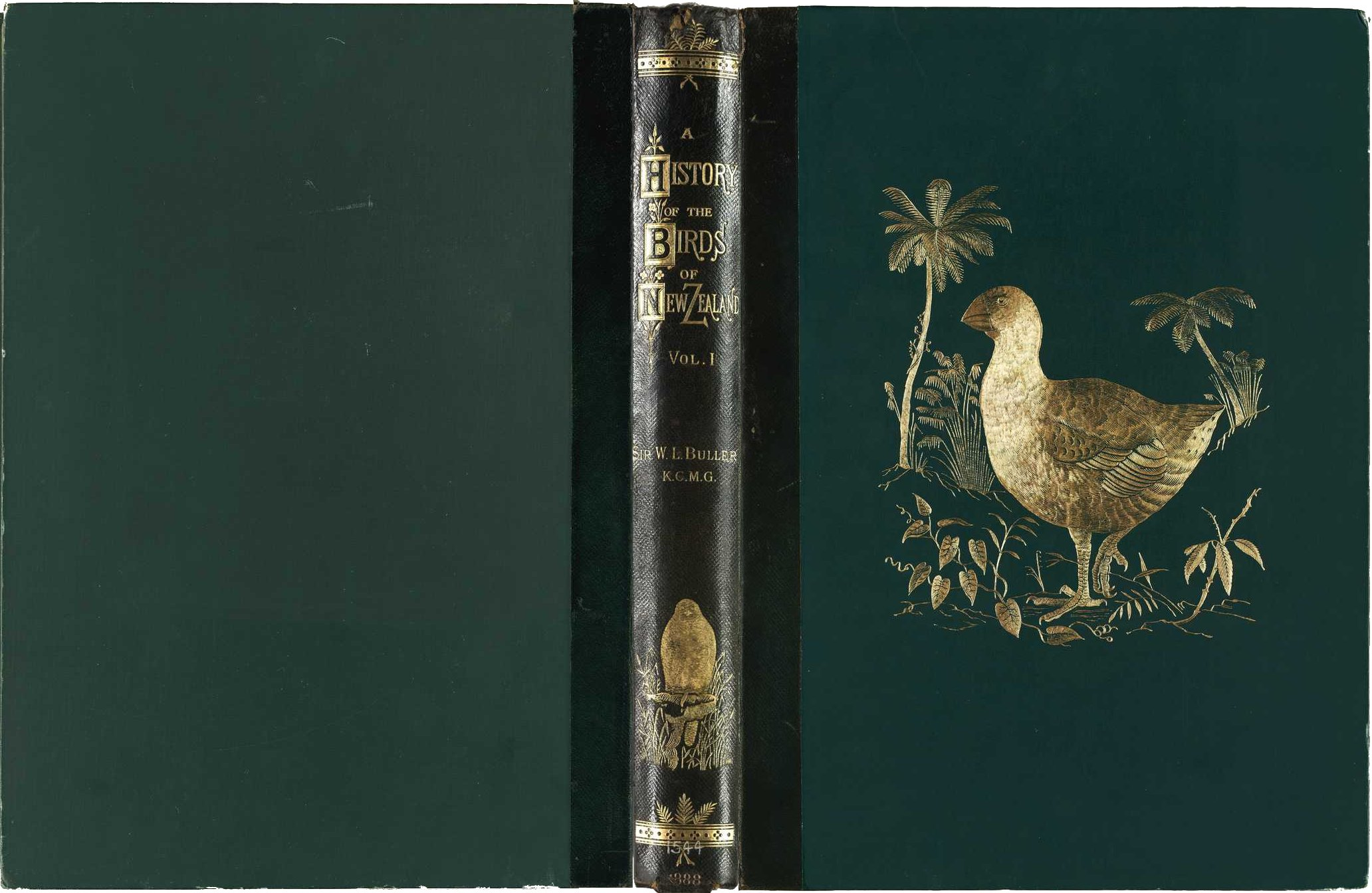
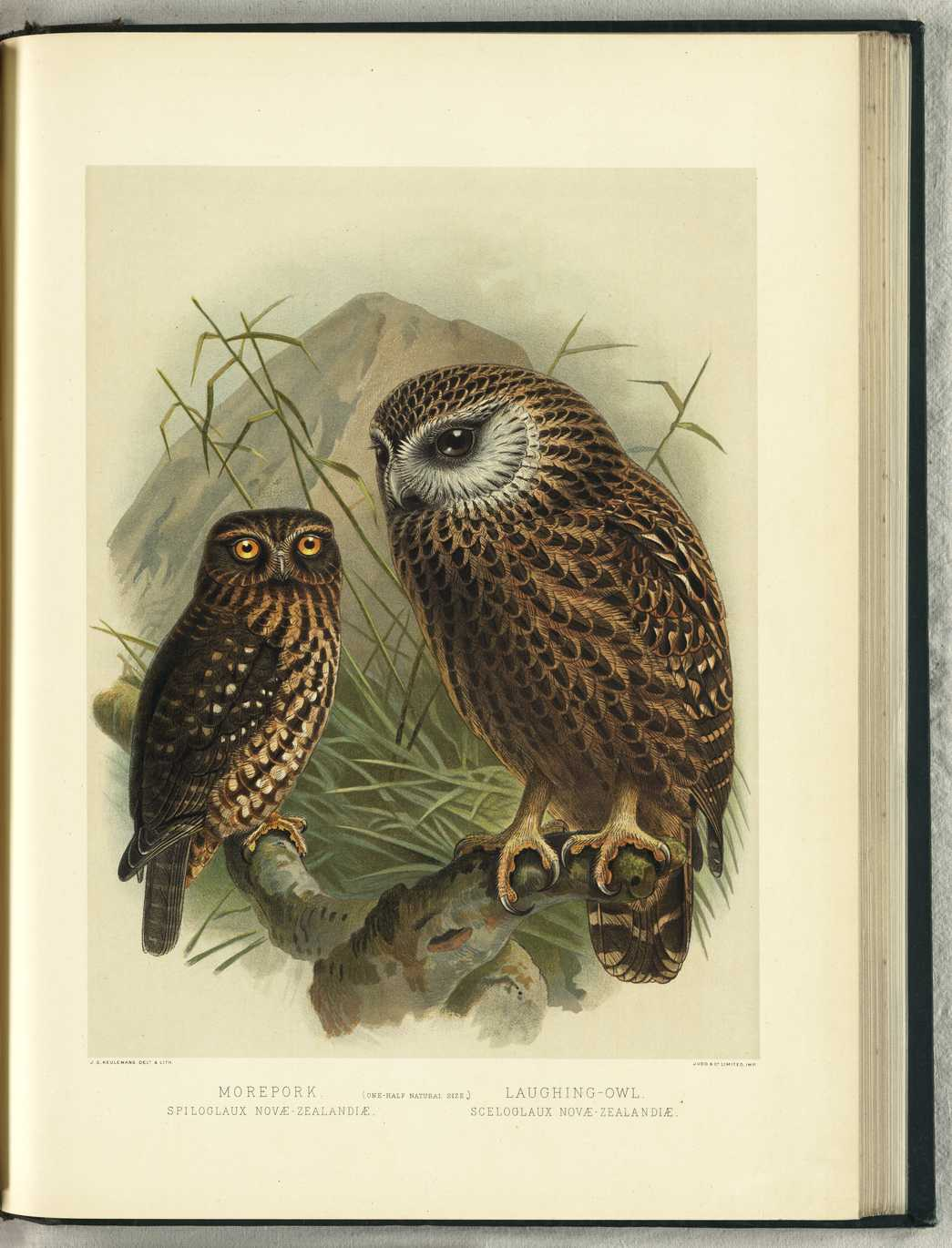
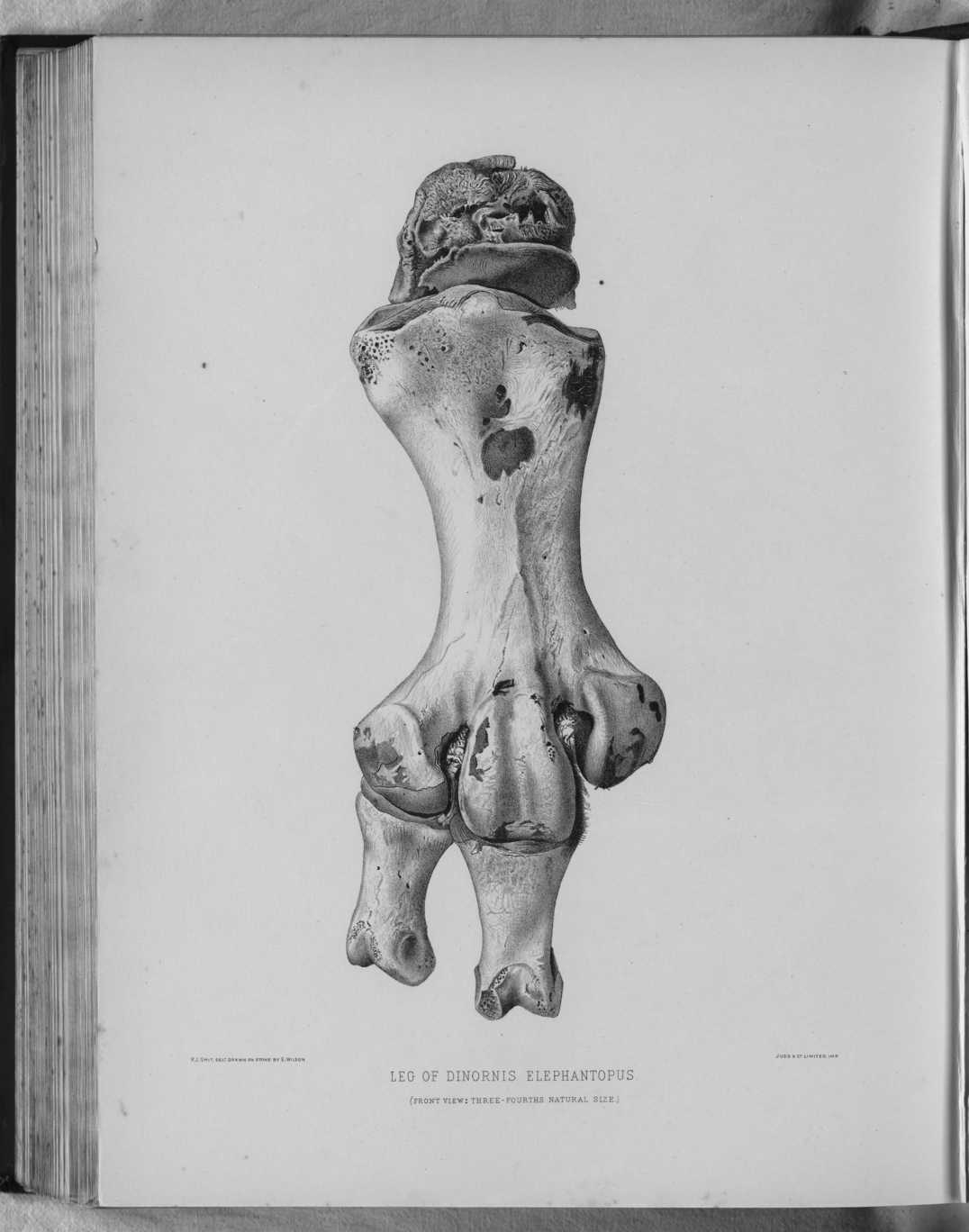